# شهرداری سالاسپیلس
شهرداری سالاسپیلس (به لاتین: Salaspils Municipality) یک شهرداری در لتونی است. شهرداری سالاسپیلس ۲۲٬۸۱۰ نفر جمعیت دارد.